# Nature's Triumph
Nature's Triumph est un film muet américain réalisé par Frank Lloyd et sorti en 1915.

## Fiche technique
- Titre : Nature's Triumph
- Réalisation : Frank Lloyd
- Production : Carl Laemmle pour Universal Film Manufacturing Company
- Genre : Film dramatique
- Date de sortie : 
  - États-Unis : 25 avril 1915

## Distribution
- Charles Alexander : Charles
- Helen Leslie : Beth
- Frank Lloyd : William Conway
- Olive Carey : Mrs William Conway